# 우사정 (고치현)
우사정(일본어: 宇佐町)은 일본 고치현 다카오카군에 있던 정이다. 

## 역사
- 1889년 4월 1일 - 정촌제 시행에 의해 5촌의 구역으로 우사촌이 성립하였다.
- 1922년 9월 1일 - 우사촌이 정으로 승격해 우사정이 되었다.
- 1942년 4월 1일 - 니이촌과 합병해 신우사정이 성립, 동일 우사정(제1차)은 폐지되었다.
- 1949년 4월 1일 - 신우사정의 일부구간이 분립해 우사정 (제2차)이 성립하였다.
- 1958년 4월 1일 - 다카오카정, 니이촌(제2차)과 합병해 새로운 다카오카정이 성립, 동일 우사정(제2차)은 폐지되었다.

## 참고 문헌
- 角川日本地名大辞典編纂委員会,『角川日本地名大辞典 39 高知県』1983, 角川書店